# Муховицы
Муховицы (фин. Muhkovitsa) — деревня в  Лопухинском сельском поселении Ломоносовского района Ленинградской области.

## История
На карте Ингерманландии А. И. Бергенгейма, составленной по шведским материалам 1676 года, обозначена деревня Muchowina.
На шведской «Генеральной карте провинции Ингерманландии» 1704 года — Muchowits.
Как деревня Муковиц она нанесена на «Географическом чертеже Ижорской земли» Адриана Шонбека 1705 года.
Деревня Муховици упомянута на карте Ингерманландии А. Ростовцева 1727 года.
Деревня являлась вотчиной императора Александра I, из которой в 1806—1807 годах были выставлены ратники Императорского батальона милиции.
На карте Санкт-Петербургской губернии Ф. Ф. Шуберта 1834 года обозначена деревня Муховица, состоящая из 42 крестьянских дворов.

МУХОВИЦЫ — деревня принадлежит чиновнику 4 класса Каменеву, число жителей по ревизии: 69 м. п., 57 ж. п. 
 
МУХОВИЦЫ — деревня принадлежит государю великому князю Михаилу Павловичу, число жителей по ревизии: 48 м. п., 48 ж. п. (1838 год)

В пояснительном тексте к этнографической карте Санкт-Петербургской губернии П. И. Кёппена 1849 года она записана как деревня Muhkowitz (Муховицы) и указано количество её жителей на 1848 год: савакотов — 19 м. п., 27 ж. п., всего 46 человек, русских — 164 человека.
Согласно 9-й ревизии 1850 года деревня называлась Муховец и принадлежала наследникам Павла Николаевича Камнева.
Согласно карте профессора С. С. Куторги 1852 года деревня называлась Муховицы.

МУХОВИЦЫ — деревня наследников Каменева, по просёлочной дороге, число дворов — 14, число душ — 54 м. п.

МУХОВИЦЫ — деревня Ораниенбаумского дворцового правления, по просёлочной дороге, число дворов — 18, число душ — 53 м. п. (1856 год)

Согласно 10-й ревизии 1856 года деревня Муховец принадлежала помещице Екатерине Павловне Каменевой.

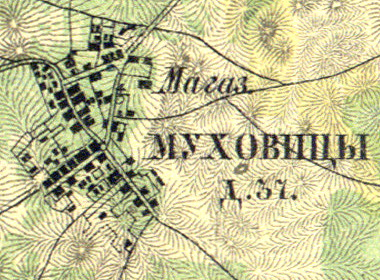
План деревни Муховицы. 1860 год

Согласно «Топографической карте частей Санкт-Петербургской и Выборгской губерний» в 1860 году деревня Муховицы насчитывала 37 крестьянских дворов. В деревне была часовня и хлебозапасный магазин.

МУХОВИЦЫ — деревня Ораниенбаумского дворцового правления при колодце, число дворов — 40, число жителей: 103 м. п., 123 ж. п. (1862 год)

В 1866 году временнообязанные крестьяне деревни выкупили свои земельные наделы у Е. П. Каменевой и стали собственниками земли.
В 1885 году деревня насчитывала 38 дворов.
Согласно материалам по статистике народного хозяйства Петергофского уезда 1887 года, одна мыза Муховицы площадью 502 десятины принадлежала кандидату права Б. Б. Дрону, она была приобретена в 1885 году за 15 000 рублей; вторая мыза Муховицы площадью 201 десятина, принадлежала губернскому секретарю А. М. Лазареву, она была приобретена в 1885 году за 6000 рублей. Кузница вместе с имением сдавалась в аренду.
В конце XIX века деревня административно относилась к Медушской волости 2-го стана Петергофского уезда Санкт-Петербургской губернии, в начале XX века — 3-го стана. По приходским данным население деревни было смешанным — финско-русским.
По данным «Памятной книжки Санкт-Петербургской губернии» за 1905 год существовали две деревни: Муховицы I и Муховицы II. Мыза Муховицы площадью 206 десятин принадлежала Надежде Сергеевне и Михаилу Алексеевичу Лазареву. Посёлок Муховицы площадью 477 десятин принадлежал Марии Николаевне Дрон.
К 1913 году количество дворов в деревне не изменилось.
С 1917 по 1922 год деревня входила в состав Муховского сельсовета Медушской волости Петергофского уезда.
С 1922 года — в составе Заостровского сельсовета.
С 1923 года — в составе Троцкого уезда.
С 1924 года — в составе Бобровского сельсовета.
С 1926 года — в составе Заостровского сельсовета. Согласно данным переписи населения СССР 1926 года в деревне Муховицы проживали 282 человека — большинство русские, а также эстонцы, финны и немцы.
С февраля 1927 года — в составе Гостилицкой волости. С августа 1927 года — в составе Ораниенбаумского района.
В 1928 году население деревни Муховицы также составляло 282 человека.

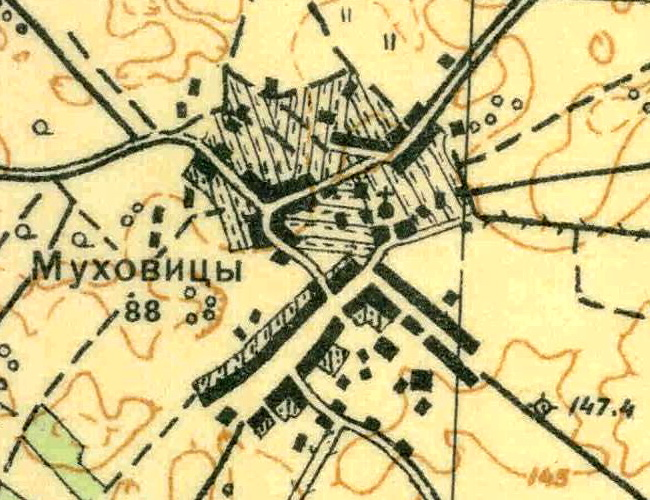
План деревни Муховицы. 1930 год

Согласно топографической карте 1930 года деревня насчитывала 88 дворов, в центре деревни находилась часовня.
По данным 1933 года деревня Муховицы входила в состав Заостровского сельсовета Ораниенбаумского района.
По данным 1936 года деревня называлась Муховецы и являлась административным центром Заостровского сельсовета, в который входили 7 населённых пунктов, 303 хозяйства и 5 колхозов.
Деревня была освобождена от немецко-фашистских оккупантов 27 января 1944 года.
С 1960 года — в составе Гостилицкого сельсовета.
С 1963 года — в составе Гатчинского района.
С 1965 года — вновь в составе Ломоносовского района. В 1965 году население деревни Муховицы составляло 232 человека.
По данным 1966, 1973 и 1990 годов деревня Муховицы входила в состав Лопухинского сельсовета.
В 1997 году в деревне Муховицы Лопухинской волости проживали 57 человек, в 2002 году — 42 человека (русские — 93 %), в 2007 году — 45.

## География
Деревня расположена в юго-западной части района на автодороге 41К-628 (подъезд к дер. Муховицы), к востоку от административного центра поселения, деревни Лопухинка.
Расстояние до административного центра поселения — 10 км.
Расстояние до ближайшей железнодорожной станции Ораниенбаум I — 40 км.

## Демография
| 1862 | 2002 | 2007 | 2010 | 2017 |
| ---- | ---- | ---- | ---- | ---- |
| 226  | ↘42  | ↗45  | ↗88  | ↘55  |

## Улицы
Ветеранов, Дачная, Дружная, Лесная, Светлая, Советская.

## Садоводства
Поместье Алексеевское.